# Amido modificato
Gli amidi modificati sono molecole di amido opportunamente modificate da processi chimici o fisici per rispondere a particolari esigenze del processo produttivo (funzione addensante, stabilizzante, emulsionante).
Queste modifiche sono mirate a migliorane la resistenza al surriscaldamento o al raffreddamento eccessivo, l'ingrossamento al freddo, la sterilizzabilità, la stabilità in ambiente acido, il tempo di gelatinizzazione o a modificarne la struttura.
Gli amidi tipicamente utilizzati sono quelli di mais, tapioca e riso ed il trattamento può avvenire:
- Chimicamente: aggiunta di gruppi acetato (amido acetato), idrossipropilato, adipato etc. o trattamento fluidificante con acidi o basi o ancora sbiancamento;

- Fisicamente: ad esempio riscaldamento;

- Per via enzimatica: parziale idrolisi per aumentarne l'idrosolubilità.

L'impiego di questi amidi è regolato dalla direttiva CEE 97/4/CE ed è quantitativamente libero ad esempio in prodotti di pasticceria, salse quali maionese e ketchup, dessert a base di latte.
Alcuni esempi sono:
- Destrina
- Amido acetato
- Amido fosfato
- Amido succinato